# High Sierra
High Sierra – amerykański film noir z 1941 roku na podstawie powieści Williama Burnetta.

## Obsada
- Ida Lupino – Marie
- Humphrey Bogart – Roy Earle
- Alan Curtis – 'Babe'
- Arthur Kennedy – 'Red'
- Joan Leslie – Velma
- Henry Hull – 'Doc' Banton
- Henry Travers – Pa
- Jerome Cowan – Healy